# 城山 (キーウ)

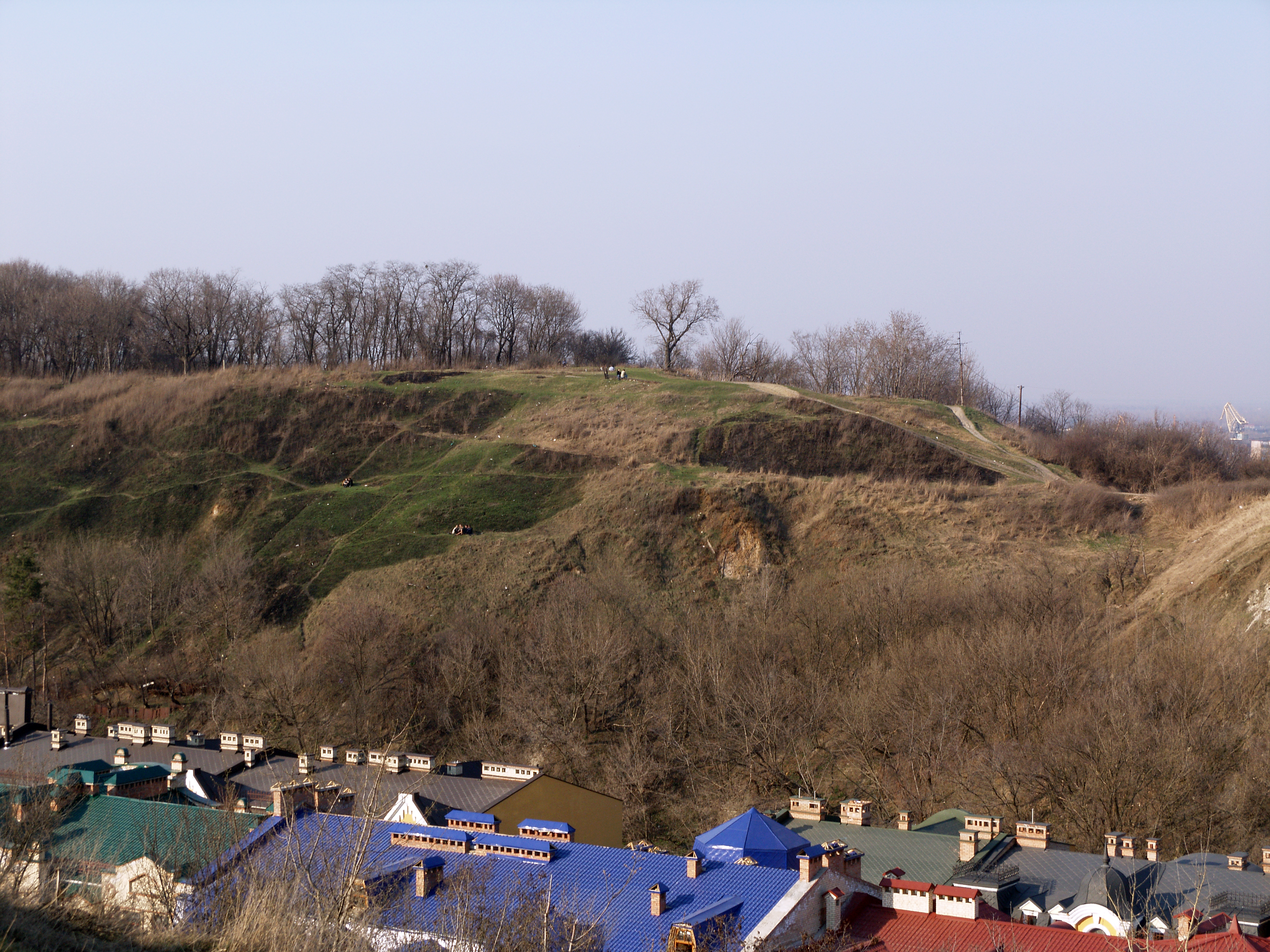
キーウの城山

城山（ウクライナ語：Замкова гора、ザームコヴァ・ホラー）は、ウクライナの首都キーウにある歴史的地名。ドニプロ川の右岸に位置する小高い丘、キエフ台地の一部。高さは90～100メートル。急斜面を持つ。名称は中世後期のキエフ城にちなむ。古キエフ山、シュチェーク山、ホンチャリー地区、コジュミャーキ地区、ポジール地区の間に位置する。最古の遺跡は紀元前3世紀に遡る。考古学の資料によれば、5世紀末から6世紀初頭にかけてキエフの原型となる集落があったという。9世紀から10世紀にはキエフ大公国の大公の離宮があったとされる。1370年代には山頂にキエフ公国の公爵の城が建設された。15世紀にリトアニア大公国のキエフ県が設置されると、キエフ県知事の城となった。1482年にクリミア・ハン国のメングリ1世ギレイの来襲によってキエウ城が焼失したが、1545年に再建された。17世紀に、アダム・キシーリがキエフ県知事となってキエフ城に置かれたことにちなんで、城山はキシーリ山（Киселівка、キセリーウカ）と呼ばれるようになった。1651年に、フメリヌィーツィキーの乱の際、ウクライナ・コサックがキエフ城を陥落させて廃止した。以後、城山は農地となった。1816年から墓地として利用されるようになり、1834年にフローリウ修道院の所有地となった。これによってキシーリ山はフローリウ山（Флорівська гора）と改名された。山頂に修道院の教会が建立され、フローリウ墓地の周りに垣が設けられた。ソ連時代には教会と墓地は破壊され、荒地となった。1990年代に山頂にウクライナ・シーチ銃兵隊の記念碑が立てられた。

## リンク
- （ウクライナ語） 「城山」『キエフ大辞典』

座標: 北緯50度27分45秒 東経30度30分39秒 / 北緯50.46250度 東経30.51083度